# NGC 7249
NGC 7249 је лентикуларна галаксија у сазвежђу Ждрал која се налази на NGC листи објеката дубоког неба.
Деклинација објекта је - 55° 7' 29" а ректасцензија 22h 20m 30,9s. Привидна величина (магнитуда) објекта NGC 7249 износи 13,4 а фотографска магнитуда 14,4. NGC 7249 је још познат и под ознакама ESO 190-1, PGC 68606.